# Eunemobius
Eunemobius is een geslacht van rechtvleugeligen uit de familie krekels (Gryllidae). De wetenschappelijke naam van dit geslacht is voor het eerst geldig gepubliceerd in 1913 door Hebard.

## Soorten
Het geslacht Eunemobius omvat de volgende soorten:
- Eunemobius carolinus Scudder, 1877
- Eunemobius confusus Blatchley, 1903
- Eunemobius melodius Thomas & Alexander, 1957
- Eunemobius trinitatis Scudder, 1896